# 井上俊治
井上 俊治（いのうえ しゅんじ、1948年1月25日 - ）は、元NHKアナウンサー。

## 過去の担当番組
- FMリクエストアワー（長崎局）
- 奥さんごいっしょに（司会 長崎局時代）
- スタジオ102（「カネミ裁判きょう判決」長崎県・玉之浦町からの中継 1978年3月10日）
- 新日本紀行（語り手）
- 訪問インタビュー
- NHK教養セミナー（司会）
- つくばからこんにちは（科学万博会場から中継1985年7月30日 - 8月30日）
- おはようジャーナル（リポーター 1985年）
- NHK特集[3]